# Kloster Owińska

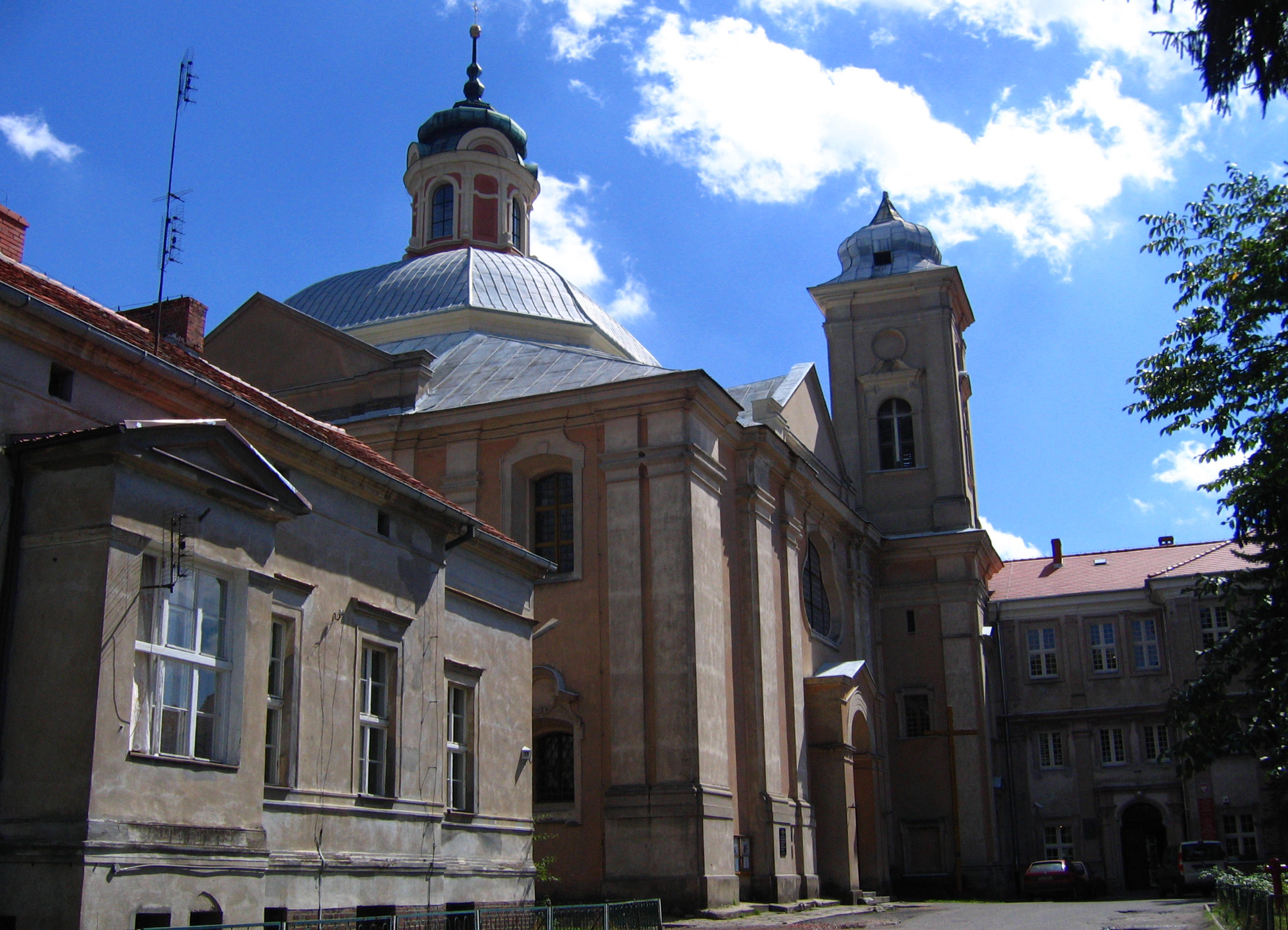
Klosterkirche

Das Zisterzienserkloster Owińska ist ein ehemaliges Kloster in Owińska, in der Woiwodschaft Großpolen, wenige Kilometer nördlich von Poznań (Posen).
Es wurde unter der Regierung des großpolnischen Herzogs Przemysł I. zwischen 1242 und 1252 in dem Ort, der 1294 als Ovensko erwähnt wurde, von Zisterzienserinnen errichtet. Die ersten Nonnen kamen aus dem schlesischen Trebnitz.
Przemysłs I. Schwester Anna war dort Äbtissin. Zum Kloster gehörte eine ausgedehnte Landwirtschaft. Die 120 Quadratkilometer große Herrschaft des Klosters umfasste auch zahlreiche Dörfer der Umgebung: Barcinek, Biedrusko, Bolechowo, Chludowo, Dębogóra, Miękowo, Radojewo, Radzim, Skorzęcin, Trzuskotowo und Wierzonka, möglicherweise auch Czerwonak.
Die heute erhaltenen Gebäude, darunter die Johannes dem Täufer geweihte Kirche und der Kreuzgang, stammen aus dem 18. Jahrhundert. Gestaltet wurden sie von den italienischen Baumeistern Giovanni Catenazzi und Pompeo Ferrari. In der Neuzeit unterhielt das Kloster auch eine Frauenschule.
Das Kloster bestand bis 1797. In den vormaligen Konventsgebäuden wurde 1838 mit der Provinzial-Irren-Heilanstalt zu Owinsk das erste psychiatrische Krankenhaus in Großpolen eingerichtet. Seit 1952 beherbergen die Räumlichkeiten eine Schul- und Erziehungseinrichtung für blinde Kinder. Die Kirche dient als Pfarrkirche des Ortes.
Heute ist es ein Schaupunkt der Straße der Zisterzienser.